# 卡尔·克莱特
卡尔·克莱特（挪威語：Carl Klæth，1887年7月3日—1966年8月16日），生于斯泰恩谢尔，挪威男子竞技体操运动员。他曾获得1908年夏季奥运会体操比赛男子团体全能银牌。他于1966年在斯泰恩谢尔去世。